# Белчер, Тед
Тед Белчер (англ. Ted Belcher; 21 июля 1924, Акковилл, Западная Виргиния, США — 19 ноября 1966, Лагерь Плей Джеренг, Плейку, Южный Вьетнам) солдат армии США, погибший во время войны во Вьетнаме. За свою службу он был награждён высшей военной наградой США — Медалью Почёта. Также он был награждён Пурпурным сердцем, медалью «За службу национальной обороне», а также медалями «За службу во Вьетнаме» и «За кампанию во Вьетнаме».

## Биография
Белчер вступил в армию в апреле 1943 года и участвовал во Второй мировой войне. К 19 ноября 1966 года он получил звание сержанта и служил в роте C, 1-го батальона, 14-го пехотного полка, 25-й пехотной дивизии. В тот день в лагере Плей Джеренг, на территории Южного Вьетнама, спас своих сослуживцев от взрыва вражеской ручной гранаты, закрыв её своим телом.

## Медаль Почёта
Из описания подвига с официального сайта центра военной истории армии США: 
Отличившись выдающейся храбростью и бесстрашием, рискуя своей жизнью, подразделение сержанта Белчера участвовало в миссии "Найти и уничтожить" вместе с ротой B, 1-го батальона, 14-го пехотного полка, взводом рекогносцировки батальона и ротой специального назначения из личного состава гражданской иррегулярной группы обороны. Будучи командиром отделения 2-го взвода роты C, сержант Белчер вёл своих людей, когда они наткнулись на комплекс бункеров. Взвод рекогносцировки, расположенный в нескольких сотнях метров к северо-западу от роты C, подвергся мощному обстрелу хорошо замаскированных снайперов. Когда 2-й взвод двинулся вперёд, чтобы оказать помощь атакуемому подразделению, сержант Белчер и его отделение, продвинувшись лишь на небольшое расстояние по густым джунглям, встретили мощный и точный огонь автоматического оружия и снайперов. Сержант Белчер и его отделение были на мгновение остановлены смертоносным огнём противника. Он быстро отдал приказ открыть ответный огонь и возобновить наступление на противника. Когда он продвигался со своими людьми, ручная граната упала в середину отделения сержанта. Мгновенно осознав непосредственную опасность для своих людей, сержант Белчер, не колеблясь и полностью пренебрегая своей безопасностью, бросился вперёд, закрыв гранату своим телом. Поглотив взрыв гранаты ценой своей жизни, он спас своих товарищей от потерь. Глубокая забота сержанта Белчера о своих товарищах-солдатах, рискуя своей жизнью сверх долга, соответствует высшим традициям армии США и делает честь ему и Вооружённым силам его страны.